# Motherwell F.C.
Motherwell Football Club – szkocki klub piłkarski, z siedzibą w Motherwell, założony 17 maja 1886.
Klub został założony w 1886. Zawodnicy występują w strojach bursztynowo-bordowych, które odpowiadają barwom klubu. Drużyna gra od 1895 na stadionie Fir Park. Klub powstał z połączenia dwóch amatorskich, robotniczych drużyn: Glencairn przy fabryce John Glencairn Carter Hamilton of Dalzell i Alpha przy fabryce George Russell's Alpha Steam Crane and Engine Works. Pierwszy mecz dwóch połączonych drużyn pod szyldem Motherwell F.C. odbył się w 1886 roku i zakończył się zwycięstwem 3:2 nad Hamilton Accies.
W rozgrywkach zawodowych klub zadebiutował w 1893. W okresie międzywojennym nastąpił awans do ekstraklasy szkockiej, wreszcie w 1932, wywalczył jedyny tytuł mistrzowski. Najlepszy strzelec w barwach Motherwell z tego sezonu, Willie MacFadyen, z 52 zdobytymi bramkami jest do dzisiaj rekordzistą ligi szkockiej w liczbie goli strzelonych w jednym sezonie. Po II wojnie światowej Motherwell F.C. nadal występowało w ekstraklasie, z krótką przerwą w latach 1968–1969.

## Sukcesy
- Mistrzostwo Szkocji (1): 1931/32
- Puchar Szkocji (2): 1951/52, 1990/91
- Puchar Ligi Szkockiej (1): 1950/51
- Finał Pucharu Szkocji (5): 1930/31, 1932/33, 1938/39, 1950/51, 2010/11
- Finał Pucharu Ligi Szkockiej (3): 1954/55, 2004/05, 2017/18
- Milk Cup Premier (1): 1983

## Fir Park
Od 1895 swoje mecze na tym obiekcie rozgrywa zespół Scottish Premier League, Motherwell F.C.. Jego pojemność wynosi 13 742 miejsc (wszystkie siedzące). Rekordową frekwencję, wynoszącą 35 632 osób, odnotowano w 1952 podczas ligowego meczu Scottish Premier League pomiędzy Motherwell a Rangers F.C.

## Trenerzy
| Lp. | Lata urzędowania | Trener           | Lp. | Lata urzędowania | Trener         |
| --- | ---------------- | ---------------- | --- | ---------------- | -------------- |
| 1.  | 1911 – 1946      | John Hunter      | 13. | 1994 – 1998      | Alex McLeish   |
| 2.  | 1946 – 1955      | George Stevenson | 14. | 1998             | Harri Kampman  |
| 3.  | 1955 – 1965      | Bobby Ancell     | 15. | 1998 – 2001      | Billy Davies   |
| 4.  | 1965 – 1973      | Bobby Howitt     | 16. | 2001 – 2002      | Eric Black     |
| 5.  | 1973 – 1974      | Ian St. John     | 17. | 2002 – 2006      | Terry Butcher  |
| 6.  | 1974 – 1977      | Willie McLean    | 18. | 2006 – 2007      | Maurice Malpas |
| 7.  | 1977 – 1978      | Roger Hynd       | 19. | 2007 – 2009      | Mark McGhee    |
| 8.  | 1978 – 1981      | Ally MacLeod     | 20. | 2009             | Jim Gannon     |
| 9.  | 1981 – 1982      | David Hay        | 21. | 2010             | Craig Brown    |
| 10. | 1982 – 1983      | Jock Wallace     | 22. | 2010–2014        | Stuart McCall  |
| 11. | 1983 – 1984      | Bobby Watson     |     |                  |                |
| 12. | 1984 – 1994      | Tommy McLean     |     |                  |                |

## Aktualny skład
Stan na 6 września 2015
| Nr | Poz. | Piłkarz                                   |
| -- | ---- | ----------------------------------------- |
| 1  | BR   | Connor Ripley (wyp. z Middlesbrough F.C.) |
| 2  | OB   | Craig Reid                                |
| 3  | OB   | Steven Hammell                            |
| 4  | PO   | Liam Grimshaw (wyp. z Manchester United)  |
| 5  | OB   | Louis Laing                               |
| 6  | OB   | Stephen McManus                           |
| 7  | PO   | Lionel Ainsworth                          |
| 8  | NA   | Stephen Pearson                           |
| 9  | NA   | Wes Fletcher                              |
| 11 | PO   | Marvin Johnson                            |
| 12 | BR   | Dan Twardzik                              |
| 14 | PO   | Keith Lasley (kapitan)                    |

| Nr | Poz. | Piłkarz                           |
| -- | ---- | --------------------------------- |
| 15 | OB   | Joe Chalmers                      |
| 16 | OB   | Kieran Kennedy                    |
| 17 | NA   | Theo Robinson                     |
| 18 | PO   | Josh Law                          |
| 19 | NA   | David Clarkson                    |
| 20 | NA   | Louis Moult                       |
| 21 | PO   | Jack Leitch                       |
| 23 | PO   | Dom Thomas                        |
| 25 | PO   | Jake Taylor (wyp. z Reading F.C.) |
| 26 | PO   | Chris Cadden                      |
| 28 | OB   | Luke Watt                         |
| 77 | NA   | Scott McDonald                    |

## Europejskie puchary
Legenda do wszystkich tabel:
- Q – runda eliminacyjna, 1/16, 1/8, 1/4, 1/2 – odpowiednia faza rozgrywek, Grupa – runda grupowa, 1r gr – pierwsza runda grupowa, 2r gr – druga runda grupowa, F – finał, R – runda, PO – play-off
- k. – rzuty karne, los. – losowanie, Dogr. – dogrywka, w. – zasada bramek strzelonych na wyjeździe

| Sezon   | Rozgrywki                 | Runda | Przeciwnik        | Dom             | Wyjazd          | Ogólnie         |
| ------- | ------------------------- | ----- | ----------------- | --------------- | --------------- | --------------- |
| 1991/92 | Puchar Zdobywców Pucharów | 1R    | GKS Katowice      | 3–1             | 0–2             | 3–3, w.         |
| 1994/95 | Puchar UEFA               | Q     | HB Tórshavn       | 3–0             | 4–1             | 7–1             |
| 1994/95 | Puchar UEFA               | 1R    | Borussia Dortmund | 0–2             | 0–1             | 0–3             |
| 1995/96 | Puchar UEFA               | Q     | MyPA              | 1–3             | 2–0             | 3–3, w.         |
| 2008/09 | Puchar UEFA               | 1R    | AS Nancy          | 0–2             | 0–1             | 0–3             |
| 2009/10 | Liga Europy               | 1Q    | Llanelli          | 0–1             | 3–0             | 3–1             |
| 2009/10 | Liga Europy               | 2Q    | Flamurtari        | 8–1             | 0–1             | 8–2             |
| 2009/10 | Liga Europy               | 3Q    | Steaua Bukareszt  | 1–3             | 0–3             | 1–6             |
| 2010/11 | Liga Europy               | 2Q    | Breiðablik        | 1–0             | 1–0             | 2–0             |
| 2010/11 | Liga Europy               | 3Q    | Aalesund          | 3–0             | 1–1             | 4–1             |
| 2010/11 | Liga Europy               | PO    | Odense            | 0–1             | 1–2             | 1–3             |
| 2012/13 | Liga Mistrzów             | 3Q    | Panathinaikos AO  | 0–2             | 0–3             | 0–5             |
| 2012/13 | Liga Europy               | PO    | Levante UD        | 0–2             | 0–1             | 0–3             |
| 2013/14 | Liga Europy               | 3Q    | Kubań Krasnodar   | 0–2             | 0–1             | 0–3             |
| 2014/15 | Liga Europy               | 2Q    | Stjarnan          | 2–2             | 2–3             | 4–5, Dogr.      |
| 2020/21 | Liga Europy               | 1Q    | Glentoran         | 5–1 (D)         | 5–1 (D)         | 5–1 (D)         |
| 2020/21 | Liga Europy               | 2Q    | Coleraine         | 2–2 (W), k: 3–0 | 2–2 (W), k: 3–0 | 2–2 (W), k: 3–0 |
| 2020/21 | Liga Europy               | 3Q    | Hapoel Beer Szewa | 0–3 (W)         | 0–3 (W)         | 0–3 (W)         |
| 2022/23 | Liga Konferencji Europy   | 2Q    | Sligo Rovers      | 0–1             | 0–2             | 0–3             |